# 川島淳夫
川島淳夫（かわしま あつお、1932年6月10日-　）は、日本のドイツ語学者、獨協大学名誉教授。
茨城県鉾田市生まれ。1955年東京教育大学独語独文学科卒業、1961年同大学院修士課程修了。1966‐1968年ケルン大学留学。関西大学文学部助教授・東京教育大学文学部助教授・北海道大学文学部助教授、岩手大学教授・獨協大学教授、2003年定年、名誉教授。

## 著書
- 『CDで学ぶドイツ語』同学社 1996
- 『談話のドイツ語 テクスト科学の視点から』近代文芸社 1997
- 『ドイツ語こぼれ話』近代文芸社新書　2001
- 『現代ドイツ語文法論 音韻・形態・統語論的諸相』同学社 2002

### 共編著
- 『概説ドイツ文法』原田武雄共著 芸林書房 1971
- 『独作文入門』編 同学社 1990
- 『ドイツ言語学辞典』橘好碩,麻生建,荻野蔵平共編 紀伊国屋書店 1994
- 『ドイツ語学研究 2』千石喬,新田春夫共編 クロノス 1994
- 『レトリック小辞典』脇阪豊, 高橋由美子共編著 同学社 2002

### 翻訳
- ゲーアハルト・ヘルビヒ『近代言語学史 とくに文法理論を中心に』岩崎英二郎、早川東三,千石喬、三城満禧共訳 白水社、1973
- カール=ディーター・ビュンティング『言語学入門』千石喬,三城満禧共訳 白水社 1977
- 『コセリウ言語学選集 人間の学としての言語学 第3巻 (文法と論理)』倉又浩一、小上佳子共訳　三修社 1982
- ヴィルヘルム・シェーラー『詩学』近代文芸社新書　2004
- キルステン・アダムツィク『テクスト言語学序説』同学社 2005
- ゲオルク・フォン デァ・ガーベレンツ『言語学 その課題、方法、及びこれまでの研究成果』同学社 2009
- アルトゥア・シュニッツラー『夜明けのゲーム』近代文藝社 2013
- リューディガー・ザフランスキー『ゲーテとシラー ある友情の歴史』IPC出版センター・ビブロス 2014
- ゲオルク・フォン・デァ・ガーベレンツ『中国語文法 低級文体と現代の日常語を除く』IPC出版センター・ビブロス 2015
- レーナ・ブリューニェス『ドイツ語心態詞のパラディグマ 対話文法的機能とパラディグマ内的対立』同学社 2015

## 論文
- <川島淳夫